# Dagordning

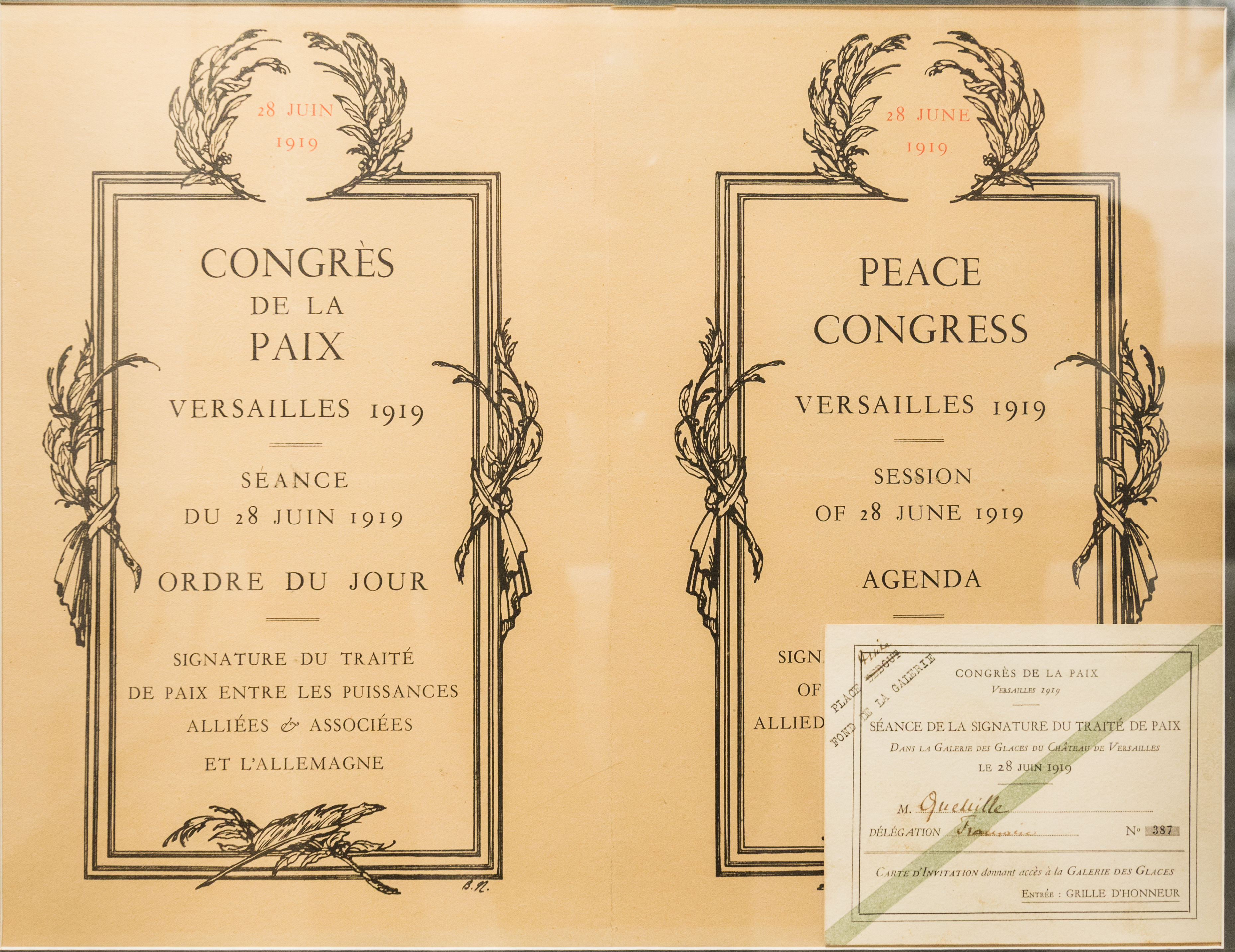
Fredskongressens dagordning 18 juni 1919

En dagordning, agenda eller föredragningslista är ett mötesschema och den lista som presenterar de ärenden som är tänkta att behandlas vid sammanträdet. Dagordningen anger i vilken turordning frågorna ska behandlas och sammanställs vanligen av ordföranden, sekreterare eller bemyndigad tjänsteman beroende på organisationens stadgar. En dagordning består normalt av tre olika kategorier av punkter: formaliapunkter, diskussionspunkter, samt beslutspunkter. På en mötesdagordning kan det även förekomma meddelandepunkter, uppföljningspunkter och övriga frågor. De övriga frågorna anmäls under mötet, i regel före beslutspunkten fastställande av dagordning/fastställande av föredragningslista. De frågorna brukar i regel inte kunna lyftas till beslut, eftersom de inte funnits med i handlingarna när mötet kallades.
En dagordning rangordnas vanligtvis antingen enligt siffror (1, 2, 3 ...) eller siffror kombinerade med paragrafer (§1, §2, §3 ...). I vissa beslutande församlingar anges dessa med ett ord eller bokstav i kombination med numrering exempelvis Formaliapunkt 1 (F1, F2, F3 ...), Beslutspunkt 1 (B1, B2, B3 ...). Vanligt är att uppräkningen av mötesdagordningens punkter börjar om från "1" för varje enskilt möte, men det förekommer att numreringen av mötespunkterna fortsätter från föregående mötes slutnumrering. En dagordning kan även innehålla tidsangivelser för när det är tänkt att skilda punkter ska avhandlas.
Exempel (1) på dagordning / agenda
1. 09:00 – 10:00: Öppningsceremonier
2. 10:00 – 10:30: Val av mötesfunktionärer och övrig formalia
3. 10:30 – 10:45: Kaffepaus
4. 10:45 – 12:00: Punkterna §5 till §12
5. 12:00 – 13:00: Lunch
6. 13:00 – 14:00: Punkterna §13 till §21
7. 14:00 – 14:30: Avslutningsceremonier
8. 14:30 – 15:00: Tårta
9. 15:00 – 15:30: Avslutning

Exempel (2) på dagordning / föredragningslista
1. 10:00: Mötets öppnande
2. 10:00: Val av mötesordförande
3. 10:10: Val av mötessekreterare
4. 10:20: Val av protokolljusterare tillika rösträknare
5. 10:30: Fastställande av dagordning
6. 10:45: Höstkampanj
7. 12:00: Bidrag till ungdomsföreningen
8. 13:00: Övriga frågor
9. 13:30: Mötets avslutande

Ofta kallas för dagordning föredragningslista, exempelvis i den svenska riksdagen. I vissa församlingar finns det krav på att de ärenden som ska tas upp på ett möte redovisas i förväg. Det gäller till exempel kommunfullmäktiges sammanträden och föreningsstämman i en ekonomisk förening. 
Ibland används dagordning i ett ännu mer allmänt uttryck: att något "lyfts upp på dagordningen" (till exempel att en politisk fråga blir aktuell i den allmänna debatten).